# Episodi di Io e i miei tre figli (prima stagione)
La prima stagione della serie televisiva Io e i miei tre figli (My Three Sons) è andata in onda negli Stati Uniti dal 29 settembre 1960 all'8 giugno 1961 sulla ABC.
| nº | Titolo originale                       | Prima TV USA      | Titolo italiano | Prima TV Italia |
| -- | -------------------------------------- | ----------------- | --------------- | --------------- |
| 1  | Chip Off the Old Block                 | 29 settembre 1960 |                 |                 |
| 2  | The Little Ragpicker                   | 6 ottobre 1960    |                 |                 |
| 3  | Bub in the Ointment                    | 13 ottobre 1960   |                 |                 |
| 4  | Countdown                              | 20 ottobre 1960   |                 |                 |
| 5  | Brotherly Love                         | 27 ottobre 1960   |                 |                 |
| 6  | Adjust or Bust                         | 3 novembre 1960   |                 |                 |
| 7  | Lady Engineer                          | 10 novembre 1960  |                 |                 |
| 8  | Chip's Harvest                         | 17 novembre 1960  |                 |                 |
| 9  | Raft on the River                      | 24 novembre 1960  |                 |                 |
| 10 | Lonesome George                        | 1º dicembre 1960  |                 |                 |
| 11 | Spring Will Be a Little Late This Year | 8 dicembre 1960   |                 |                 |
| 12 | My Three Strikers                      | 15 dicembre 1960  |                 |                 |
| 13 | The Elopement                          | 22 dicembre 1960  |                 |                 |
| 14 | Mike's Brother                         | 29 dicembre 1960  |                 |                 |
| 15 | Domestic Trouble                       | 5 gennaio 1961    |                 |                 |
| 16 | Bub Leaves Home                        | 12 gennaio 1961   |                 |                 |
| 17 | Mike in a Rush                         | 19 gennaio 1961   |                 |                 |
| 18 | The Bully                              | 26 gennaio 1961   |                 |                 |
| 19 | Organization Woman                     | 2 febbraio 1961   |                 |                 |
| 20 | Other People's Houses                  | 9 febbraio 1961   |                 |                 |
| 21 | The Delinquent                         | 16 febbraio 1961  |                 |                 |
| 22 | Man In a Trench Coat                   | 23 febbraio 1961  |                 |                 |
| 23 | Deadline                               | 2 marzo 1961      |                 |                 |
| 24 | The Lostling                           | 9 marzo 1961      |                 |                 |
| 25 | Off Key                                | 16 marzo 1961     |                 |                 |
| 26 | Small Adventure                        | 23 marzo 1961     |                 |                 |
| 27 | Soap Box Derby                         | 30 marzo 1961     |                 |                 |
| 28 | Unite or Sink                          | 6 aprile 1961     |                 |                 |
| 29 | The Wiley Method                       | 13 aprile 1961    |                 |                 |
| 30 | The National Pastime                   | 27 aprile 1961    |                 |                 |
| 31 | The Croaker                            | 4 maggio 1961     |                 |                 |
| 32 | The Musician                           | 11 maggio 1961    |                 |                 |
| 33 | The Horseless Saddle                   | 18 maggio 1961    |                 |                 |
| 34 | Trial by Separation                    | 25 maggio 1961    |                 |                 |
| 35 | The Sunday Drive                       | 1º giugno 1961    |                 |                 |
| 36 | Fire Watch                             | 8 giugno 1961     |                 |                 |

## Chip Off the Old Block
- Prima televisiva: 29 settembre 1960
- Diretto da: Peter Tewksbury
- Scritto da: George Tibbles

### Trama
- Guest star: George N. Neise (rappresentante), Patricia Barry (Pamela MacLish), Harlan Warde (Hal Mosby), Bette McMahon (Nancy Mosby), Debbie Megowan (Dorine Peters)

## The Little Ragpicker
- Prima televisiva: 6 ottobre 1960
- Diretto da: Peter Tewksbury
- Scritto da: David Duncan

### Trama
- Guest star: Marjorie Eaton (Cynthia Pitts), Lois Singer (Irene Sailor), Charles P. Thompson (Oscar Reems)

## Bub in the Ointment
- Prima televisiva: 13 ottobre 1960
- Diretto da: Peter Tewksbury
- Soggetto di: George Tibbles

### Trama
- Guest star: Kathy Hagan (Marilyn Turnthurston), Bobby Boysen (John), Mack Williams (Mr. Finch), Frances O'Farrell (Mrs. Towler), Ida Mae McKenzie (signora), James Malcolm (Mr. Theodore)

## Countdown
- Prima televisiva: 20 ottobre 1960
- Diretto da: Peter Tewksbury
- Soggetto di: George Tibbles

### Trama
- Guest star:

## Brotherly Love
- Prima televisiva: 27 ottobre 1960
- Diretto da: Peter Tewksbury
- Scritto da: Paul West

### Trama
- Guest star: Beau Bridges (Russ Burton), Cheryl Holdridge (Judy Doucette), Ronnie Sorensen (Gordy)

## Adjust or Bust
- Prima televisiva: 3 novembre 1960
- Diretto da: Peter Tewksbury
- Scritto da: Peter Tewksbury, James Leighton

### Trama
- Guest star: Carl Christie (Mr. Swenson), Kate Murtagh (Hedwig), Bill Urban (generale Heffler), David Weaver (conducente del bus), Andrea Ofstad (Thea), Richard Deacon (anziano)

## Lady Engineer
- Prima televisiva: 10 novembre 1960
- Diretto da: Peter Tewksbury
- Scritto da: Dorothy Cooper Foote

### Trama
- Guest star: Sam Flint (dottor Johnson), Barbara Fuller (Mrs. Phelps), Ellen Atterbury (Lucille), Dorothy Green (Joan Johnson), John Gallaudet (Jim Guthrie)

## Chip's Harvest
- Prima televisiva: 17 novembre 1960
- Diretto da: Peter Tewksbury
- Scritto da: Peggy Phillips

### Trama
- Guest star: Sheila Rogers (Mrs. Crane), Penny Kunard (Miss Benson), Monty Ash (Johnny Squanto), Cynthia Pepper (Jean Pearson)

## Raft on the River
- Prima televisiva: 24 novembre 1960
- Diretto da: Peter Tewksbury
- Scritto da: Paul West

### Trama
- Guest star:

## Lonesome George
- Prima televisiva: 1º dicembre 1960
- Diretto da: Peter Tewksbury
- Scritto da: James Allardice

### Trama
- Guest star: Florence Thompson (Mrs. Tobin), Betty Bronson (Mrs. Butler), Nelson Olmsted (Keith Dittmer), Julia Hall (Mother Spencer), George Gobel (se stesso), Ollie O'Toole (fidanzata di Taxi Driver), Michael Quinn (Ken Monroe)

## Spring Will Be a Little Late This Year
- Prima televisiva: 8 dicembre 1960
- Diretto da: Peter Tewksbury
- Scritto da: Jack Laird

### Trama
- Guest star: Marta Kristen (Peggy Meredith), Ronnie Sorensen (Gordy), Ron Anton (Lefty), Judy Charbonneau (Peggy)

## My Three Strikers
- Prima televisiva: 15 dicembre 1960
- Diretto da: Peter Tewksbury
- Scritto da: Arnold Peyser, Lois Peyser

### Trama
- Guest star:

## The Elopement
- Prima televisiva: 22 dicembre 1960
- Diretto da: Peter Tewksbury
- Scritto da: John McGreevey, Phil Leslie

### Trama
- Guest star: Joseph Hamilton (City Hall Guard), Richard Franchot (Man in front), Robert P. Lieb (Henry Pearson), Florence MacMichael (Florence Pearson), Cynthia Pepper (Jean Pearson)

## Mike's Brother
- Prima televisiva: 29 dicembre 1960
- Diretto da: Peter Tewksbury
- Scritto da: John McGreevey

### Trama
- Guest star: Russ Whiteman (Mr. Ellis), Arthur Lovejoy (Mr. Fogelson)

## Domestic Trouble
- Prima televisiva: 5 gennaio 1961
- Diretto da: Peter Tewksbury
- Scritto da: Peter Tewksbury, James Leighton

### Trama
- Guest star: Anne Seymour (Mrs. Barr), Patty Regan (receptionist), Dorothy Konrad (Leona)

## Bub Leaves Home
- Prima televisiva: 12 gennaio 1961
- Diretto da: Peter Tewksbury
- Scritto da: Howard Dimsdale, John McGreevey

### Trama
- Guest star: Mark Tanny (Ticket Clerk), George Dunn (Listener), James Forster (Talker), Mary Jackson (Selena Bailey)

## Mike in a Rush
- Prima televisiva: 19 gennaio 1961
- Diretto da: Peter Tewksbury
- Scritto da: A. J. Carothers

### Trama
- Guest star: Skip Young (George Collingwood), Christian Kay (Suzy Carter), James Bonnet (Art Landis), Tracy Olsen (Betty Parker), Russel Duke (Bentley), Cynthia Pepper (Jean Pearson)

## The Bully
- Prima televisiva: 26 gennaio 1961
- Diretto da: Peter Tewksbury
- Scritto da: Robert Bassing

### Trama
- Guest star: Hank Stanton (Ralph), Mary Adams (Mrs. Wisbee), James Collier (Coach)

## Organization Woman
- Prima televisiva: 2 febbraio 1961
- Diretto da: Peter Tewksbury
- Scritto da: Peter Tewksbury, James Leighton

### Trama
- Guest star: Robert Cleaves (Frank Watson), Joan Tewkesbury (zia Harriet)

## Other People's Houses
- Prima televisiva: 9 febbraio 1961
- Diretto da: Peter Tewksbury
- Scritto da: John McGreevey

### Trama
- Guest star: David White (George Ferguson), Peter Brooks (Hank Ferguson), Helena Nash (Laura Ferguson), Owen Cunningham (Wilkinson)

## The Delinquent
- Prima televisiva: 16 febbraio 1961
- Diretto da: Peter Tewksbury
- Scritto da: Diane Honodel, James Menzies

### Trama
- Guest star: Bill Hale (Andy Whitman), Andrew Colmar (Tim Weede), Cynthia Pepper (Jean Pearson)

## Man In a Trench Coat
- Prima televisiva: 23 febbraio 1961
- Diretto da: Peter Tewksbury
- Scritto da: A. J. Carothers

### Trama
- Guest star: Cynthia Pepper (Jean Pearson), Cheryl Holdridge (Judy Doucette), Cindy Carol (Vivian Gibson), Robert P. Lieb (Henry Pearson), Paul Engle (Andy Gibson)

## Deadline
- Prima televisiva: 2 marzo 1961
- Diretto da: Peter Tewksbury
- Scritto da: David Duncan

### Trama
- Guest star: Woody Chambliss (Edgar Lees), Mark Slade (Stu Walters), Charlotte Stewart (Agnes Finley), Beau Bridges (Russ Burton), Don Voyne (Stiffy Brothers), Cynthia Pepper (Jean Pearson)

## The Lostling
- Prima televisiva: 9 marzo 1961
- Diretto da: Peter Tewksbury
- Scritto da: David Duncan

### Trama
- Guest star: May Heatherly (Mary Hawkins), John Lawrence (Moving Man), Opal Euard (Laura Thompson), Robert Marchand (John Hawkins), Alec Victor (Moving Man), Marilee Phelps (Bernadene Foote)

## Off Key
- Prima televisiva: 16 marzo 1961
- Diretto da: Peter Tewksbury
- Scritto da: David Duncan

### Trama
- Guest star: Olive Dunbar (Ruth Pfeiffer), Ricky Allen (Huey "Sudsy" Pfeiffer)

## Small Adventure
- Prima televisiva: 23 marzo 1961
- Diretto da: Peter Tewksbury
- Scritto da: Dorothy Cooper Foote

### Trama
- Guest star: Ken Christy (Ed), Paul Trinka (Art)

## Soap Box Derby
- Prima televisiva: 30 marzo 1961
- Diretto da: Peter Tewksbury
- Scritto da: John McGreevey

### Trama
- Guest star: Richard McKenzie (Quinn), Fred Sherman (Chief Accountant), Judy Charbonneau (Trish Markle), Paul Engle (Andy Gibson), Joe Higgins (Junk Dealer), Ralph Story (Paul Rankin)

## Unite or Sink
- Prima televisiva: 6 aprile 1961
- Diretto da: Peter Tewksbury
- Scritto da: Art Friedman

### Trama
- Guest star: Ann Morgan Guilbert (Mrs. Foster), Bill Idelson (Pete), Robert Gothie (Harry), Ricky Allen (Huey "Sudsy" Pfeiffer), Pearl Shear (Mrs. Jones), Malcolm Atterbury (Kincaid)

## The Wiley Method
- Prima televisiva: 13 aprile 1961
- Diretto da: Peter Tewksbury
- Scritto da: John McGreevey

### Trama
- Guest star: Perri Sinclair (Maribel Quinby), Sally Merlin (Wilma Leffingwell), Marjorie Eaton (Cynthia Pitts), Peter Brooks (Hank Ferguson), Thorpe Whiteman (Rango), Chris Warfield (Jeff Wiley)

## The National Pastime
- Prima televisiva: 27 aprile 1961

### Trama
- Guest star: William Leslie (Mr. Townsend), Paul Conrad (Mr. Bentley), Ruth Marion (Mrs. Bentley)

## The Croaker
- Prima televisiva: 4 maggio 1961

### Trama
- Guest star: Charlotte Novom (Lynn), Irene Martin (insegnante), Alex Barringer (Tommy), Debbie Megowan (Dorine Peters)

## The Musician
- Prima televisiva: 11 maggio 1961

### Trama
- Guest star: Sandy Descher (Elizabeth Martin), Marion Burns (Mrs. Martin), Mabel Pettijohn (servo)

## The Horseless Saddle
- Prima televisiva: 18 maggio 1961

### Trama
- Guest star: Don Lloyd (poliziotto), Harvey Johnson (Rudy), Debbie Megowan (Dorine Peters), Betsy Jones-Moreland (Flo Afton)

## Trial by Separation
- Prima televisiva: 25 maggio 1961

### Trama
- Guest star: Cynthia Pepper (Jean Pearson), Florence MacMichael (Florence Pearson), Bruce Watson (Ted Stover), Mary Harris (Nancy)

## The Sunday Drive
- Prima televisiva: 1º giugno 1961

### Trama
- Guest star: Ricky Allen (Huey "Sudsy" Pfeiffer), Jill Leman (Mary Lou Miller), Robert P. Lieb (Henry Pearson), Florence MacMichael (Florence Pearson), Cynthia Pepper (Jean Pearson)

## Fire Watch
- Prima televisiva: 8 giugno 1961

### Trama
- Guest star: William Boyett (Joe Mitchell), Candy Moore (Shirley), Tiger Fafara (Roger)